# Privas

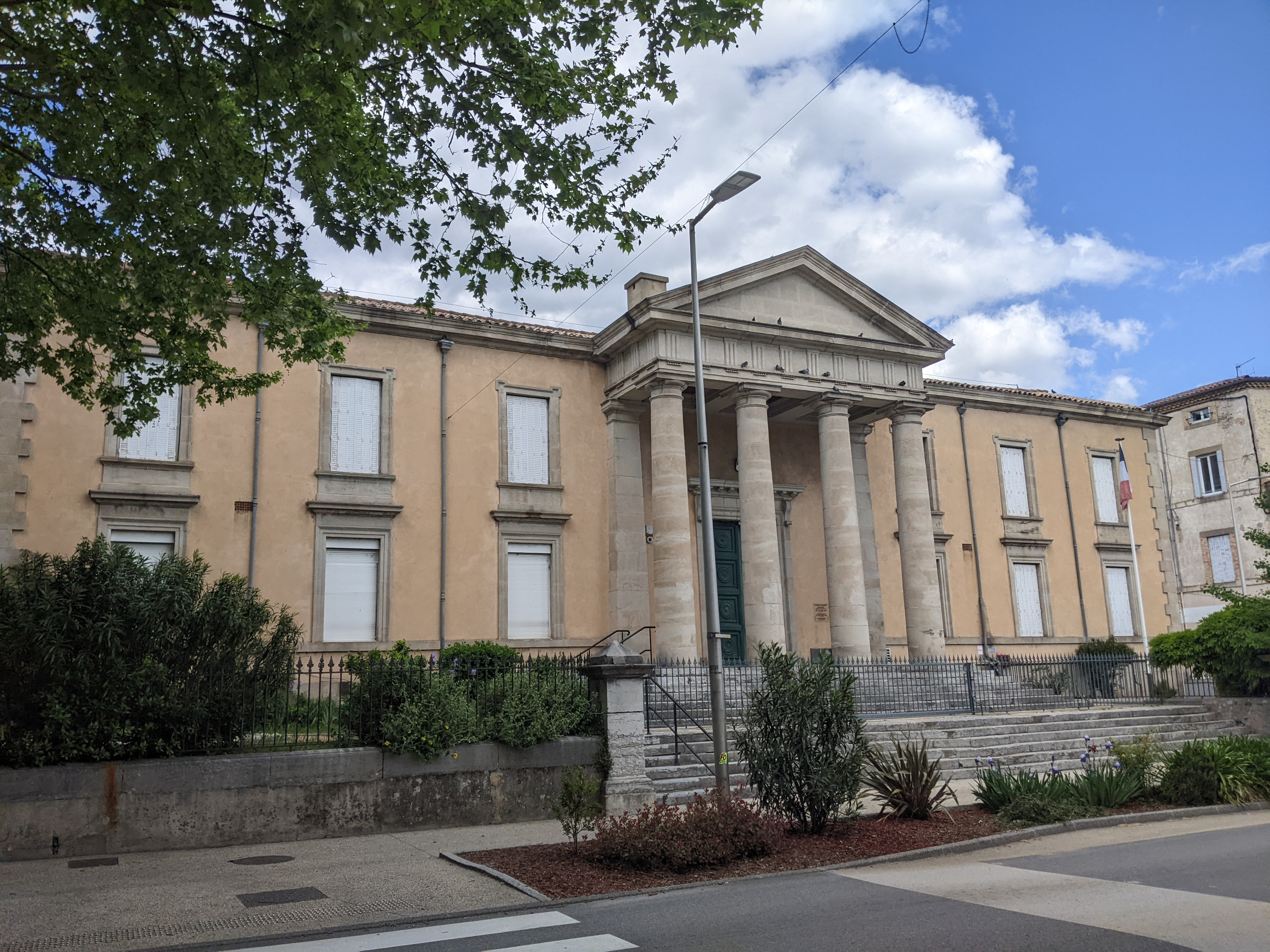
Privas – Justizpalast

Privas ist eine Stadt mit 8552 Einwohnern (Stand 1. Januar 2022) im Südosten Frankreichs. Sie liegt in der Region Auvergne-Rhône-Alpes und ist Hauptort des Départements Ardèche. Der Ort gilt als Tor zum Regionalen Naturpark Monts d’Ardèche (Parc naturel régional des Monts d’Ardèche).

## Lage und Klima
Privas liegt im östlichen Teil des Zentralmassivs im Tal der Ouvèze in einer Höhe von knapp 300 m; das Rhônetal mit den Städten Valence und Montélimar ist nur gut 10 km entfernt. Das Klima ist gemäßigt; Regen (ca. 600–900 mm/Jahr) fällt übers Jahr verteilt.

## Bevölkerungsentwicklung
| Jahr                       | 1800 | 1851 | 1901 | 1954 | 1999 | 2021 |
| Einwohner                  | 2923 | 5278 | 7561 | 7558 | 9170 | 8541 |
| Quellen: Cassini und INSEE |      |      |      |      |      |      |

Die deutliche Zunahme der Bevölkerung beruht im Wesentlichen auf der Zuwanderung von Familien aus den umliegenden Dörfern.

## Wirtschaft
Privas ist sowohl landwirtschaftlich als auch touristisch orientiert. Im Jahr 1862 wurde die Bahnstrecke Le Pouzin–Privas eröffnet, welche Privas mit dem Eisenbahnnetz verband. Der Personenverkehr auf der Strecke wurde schon 1938 eingestellt; Güterzüge verkehrten bis 1989.

## Geschichte
Erste Nachweise einer Besiedlung der Region finden sich in Form einer römischen Villa aus dem 1. Jahrhundert. Im frühen und späten Mittelalter entwickelte sich der Ort. Die Reformation im 16. Jahrhundert führte dazu, dass sich große Mehrheit der Bevölkerung dem Protestantismus zuwandte und Privas einen „kleinen Hugenottenstaat“ bildete. Während der Hugenottenkriege (1562–1598) wurde die Bevölkerung der Kleinstadt in vieler Hinsicht unterdrückt. Der katholische Gottesdienst wurde bereits seit langem nicht mehr gefeiert. Im Jahr 1629 besiegten die königlichen Armeen jedoch die Verteidigung und den Stützpunkt der Hugenotten von Privas. Die Stadt wird dem Erdboden gleichgemacht, später jedoch wieder aufgebaut, und während der Revolution wird die Stadt zur Präfektur des neuen Departements Ardèche, das in etwa der ehemaligen Provinz Vivarais entspricht.

### Privas im Zweiten Weltkrieg
Auch wenn es auf der offiziellen Geschichts-Seite der Stadt Privas keine Hinweise darauf gibt, wie es der Stadt in den Jahren 1939 bis 1945 erging, so sind doch an öffentlichen Plätzen einige Erinnerungen an diese historische Epoche zu finden – nicht aber an ein Internierungslager, das bis heute weitgehend aus der öffentlichen Wahrnehmung verschwunden zu sein scheint.
- Camp de Chabanet.[4] Von Februar 1940 bis Januar 1941 wurden fast 200 Menschen aus Südostfrankreich im Camp interniert. Bei ihnen handelte es sich um Personen, die die französischen Behörden angesichts des Krieges mit Deutschland als gefährlich für die französische Sicherheit einstuften: Aktivisten und Sympathisanten der Kommunistischen Partei Frankreichs (PCF).
→ Hauptartikel: Die Internierungslager für Kommunisten und Gewerkschafter im Isère Das Camp de Chabanet war – analog zu den Lagern im Département Isère und in anderen Landesteilen – noch unter der Regierung Daladier für die Aufnahme der indésirables français (unerwünschten Franzosen) aus den Departements Gard, Vaucluse, Alpes-Maritimes, Bouches-du-Rhône, Var und Basses-Alpes bestimmt worden und unterstand der Armee. Der genaue Standort des Lagers ist nicht bekannt, doch laut AJPN befand es sich „in einem heruntergekommenen, halb verlassenen Bauernhof […]. Die Internierten schliefen in zwei Schlafsälen mit etwa 50 Strohmatten, die in einem Stall und auf einem Dachboden untergebracht waren.“[5]
Unter dem Vichy-Regime wurde das Camp zu einem Centre de Séjour Surveillé (CSS, Zentrum für überwachten Aufenthalt)[6] und am 1. November 1940 dem Innenministerium unterstellt.
Im Winter 1940/41 wurden aufgrund der immer schwieriger werdenden materiellen Situation kleinere Internierungslager aufgelöst und die dort Internierten in größere Lager transferiert. Für die Menschen im Camp de Chabanet folgte deshalb am 13. Januar 1941 ihre Verlegung in das Camp de Nexon.
Nach der Befreiung Frankreichs diente das Camp de Chabanet der Internierung deutscher Kriegsgefangener.
- An der Avenue du Vanel erinnern zwei Gedenktafeln an die lokale Judenverfolgung im Jahre 1942, die Teil waren der landesweiten Razzien unter jüdischen Flüchtlingen.
→ Hauptartikel: Die Razzien und Deportationen im Sommer 1942 Die Haupttafel erinnert an den 26. August 1942, an dem die jüdischen Flüchtlinge in der Ardèche in Privas zusammengetrieben und anschließend in die deutschen Vernichtungslager deportiert wurden.[7]
- Louis Govers (* 21. März 1891 in Brüssel; † 20. November 1950 in Menton) arbeitete im Ersten Weltkrieg für den britischen Geheimdienst. In der Folge des Westfeldzugs verließ er am 13. Mai 1940 zusammen mit seiner Frau Anna Belgien und suchte Zuflucht in Frankreich. Er schloss sich der Résistance in der Ardèche an und organisierte ein Widerstandsnetzwerk sowie Fluchtmöglichkeiten für verfolgte Juden.[8]
Am 29. September 1943 wurden Louis Govers und seine Frau Anna in ihrem Haus in Privas festgenommen und anschließend deportiert.
Am 11. April 1945 wurde Louis Govers aus dem KZ Buchenwald befreit.[9] Anna Govers überlebte das KZ Ravensbrück nicht, und auch ihr Sohn und der Bruder ihres Mannes wurden Opfer der Nazi-Herrschaft.[8]
Am 8. Mai 2017 wurde zu Ehren von Louis und Anna Govers über der Eingangstür des Hauses Rue de la République 14 eine Gedenktafel angebracht.[10] (Lage)
- An einer Fassade am Place Adelbert in Privas wurde von ehemaligen Widerstandskämpfern (Les Anciens de la Résistance Active) eine Gedenktafel zu Ehren von Auguste Adelbert (* 10. Dezember 1900) angebracht, die am 13. April 1944 bei der Befreiung von Viviers von deutschen Soldaten getötet wurde.[11]
- Ab dem 12. August 1944 übernahmen Angehörige der Résistance die Verwaltung der Stadt und ein Résistance-Kämpfer, Jacques Meaudre de Sugny, alias „Loyola“[12], wurde zum vorläufigen Präfekten ernannt.[13]
- An die im Widerstandskampf getöteten Mitglieder der Résistance erinnert in Privas ein Denkmal.[14] (Lage)

## Städtepartnerschaften
Es bestehen Städtepartnerschaften mit Weilburg, Zevenaar (Niederlande), Tortona (Italien) und Wetherby (England).

## Persönlichkeiten
- Pierre Vigne (1670–1740), Priester, Volksmissionar und Ordensgründer
- Marcel-François Astier (1885–1947), Politiker der Dritten Französischen Republik
- Pierre Broué (1926–2005), Historiker und Trotzkist
- Jacques Dupin (1927–2012), Dichter, Schriftsteller und Kunstkritiker
- Alain Planet (* 1948), Bischof von Carcassonne-Narbonne
- Hervé Faure (* 1976), Triathlet